# ماريا مانشيني
ماريا مانشيني (بالفرنسية: Marie Mancini) (و. 1639 – 1715 م) هي كاتِبة، من فرنسا، ولدت في روما، توفيت في بيزا، عن عمر يناهز 76 عاماً.

## روابط خارجية
- ماريا مانشيني على موقع الموسوعة البريطانية (الإنجليزية)